# دهستان اقبال غربی
دهستان اقبال غربی دهستانی در بخش مرکزی، شهرستان قزوین در استان قزوین است. در سال ۲۰۰۶ جمعیت این دهستان ۳۷٬۴۸۸ نفر در ۸۹۴۰ خانواده بوده‌است. این دهستان از ۵۰ روستا تشکیل شده‌است.مرکزیت این دهستان روستای نظام آباد میباشد.